# میخائیل کاسیانوف

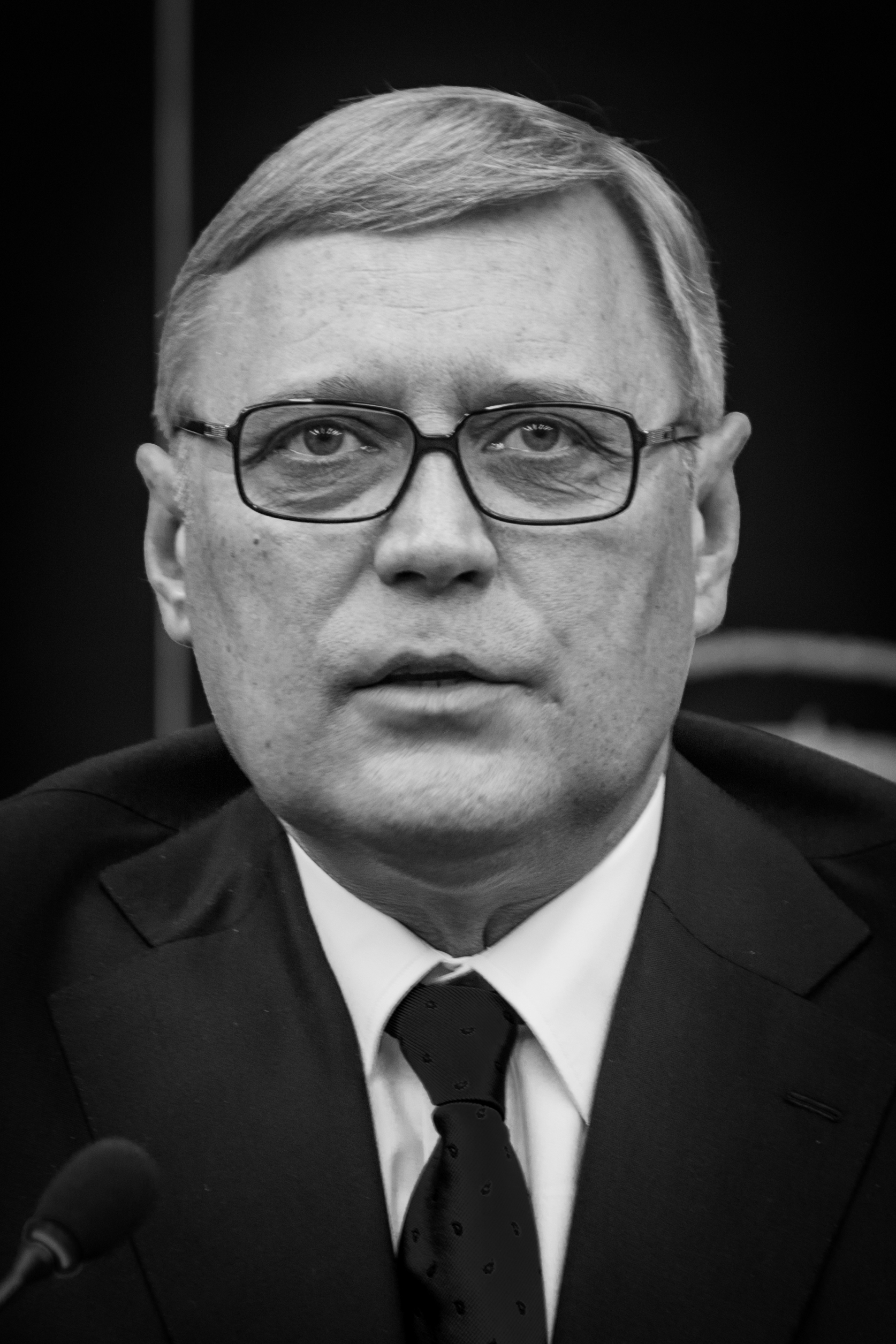
میخائیل کاسیانوف(۲۰۱۵)

میخائیل میخائیلوویچ کاسیانوف (به روسی: Михаи́л Миха́йлович Касья́нов)، (زاده ۸ دسامبر ۱۹۵۷) نخست‌وزیر روسیه از ۲۰۰۰ تا ۲۰۰۴ بوده‌است.
او رهبر اتحادیه دموکرات مردم و عضو سابق ائتلاف مخالف دولت روسیه دیگر است.

## نامزدی انتخابات ریاست جمهوری در سال ۲۰۰۸
کاسیانوف در سال ۲۰۰۶ اعلام کرد که برای انتخابات ۲۰۰۸ نامزد خواهد شد. این اقدام وی با حمایت اولیه قهرمان سابق شطرنج، گری کاسپارف، و دو میلیونر (که بعدها محکوم به فساد شدند و در تبعید به سر می‌برند) به نام‌های لئونید نِوزلین و بوریس بِرِزُوسکی، مواجه شد.
در سال ۲۰۰۷ کاسیانوف به نامزدی انتخابات برگزیده شد و در ۱۶ ژانویه ۲۰۰۸ اعلام کرد که موفق به جمع‌آوری دو میلیون امضای مورد نیاز برای نامزدی ریاست جمهوری شده‌است. مدتی بعد کمیته ملی انتخابات اعلام کرد که به دلیل بی‌اعتبار بودن ۱۳٫۳۶٪ امضاها، نامزدی کاسیانوف مردود است. کاسیانوف ادعا کرد که تصمیم برای جلوگیری از نامزدی وی برای ریاست جمهوری به وسیلهٔ شخص پوتین گرفته شده است و انتخابات را یک نمایش خواند و تحریم کرد.
کاسیانوف در ۸ دسامبر ۱۹۵۷ در شهرک سولنتسوو در نزدیکی مسکو متولد شد. پدرش معلم ریاضیات و مدیر مدرسه محلی بود. پدرش که به ارتش سرخ پیوست، در برخی از اقدامات مهم جنگ جهانی دوم شرکت کرد و تا زمان پیروزی در سال ۱۹۴۵ جنگید. مادر کاسیانوف یک اقتصاددان، رئیس بخش یک شرکت ساخت و ساز دولتی (Glavmosstroy) بود. در دوران کودکی میخائیل در مدرسه موسیقی تحصیل کرد و ویولنسل را نواخت. در دبیرستان در یک بازی می‌کرد. در سال ۱۹۷۴ کاسیانوف وارد دانشگاه اتومبیل‌سازی و راه‌سازی مسکو شد. در ۱۹۷۶–۱۹۷۸، او در ارتش شوروی در گارد افتخار در دفتر فرمانده، خدمت کرد. از ۱۹۷۸–۱۹۸۱، او یک تکنسین و سپس یک مهندس در مؤسسه علمی کمیته دولتی ساخت اتحاد جماهیر شوروی سوسیالیستی شد. در آن زمان او هنوز در دانشگاه اتومبیل‌سازی و راه‌سازی مسکو تحصیل می‌کرد. وی پس از فارغ‌التحصیلی به مدت نه سال در کمیته برنامه‌ریزی دولت (GosPlan) به عنوان مهندس، اقتصاددان، متخصص برجسته و رئیس بخش کار کرد. در سال ۱۹۸۷ به وی دیپلم عالی‌ترین دوره‌های اقتصاد در GosPlan اعطا شد.